# Harris Ellsworth
Mathew Harris Ellsworth, född 17 september 1899 i Hoquiam, Washington, död 7 februari 1986 i Albuquerque, New Mexico, var en amerikansk politiker (republikan). Han var ledamot av USA:s representanthus 1943–1957.
Ellsworth tillträdde 1943 som kongressledamot och efterträddes 1957 av Charles O. Porter. Han är begravd på Gate of Heaven Cemetery i Albuquerque.